# Estadi Nacional de Futbol de Samoa
L'Estadi Nacional de Futbol de Samoa és un estadi de futbol localitzat a Apia, Samoa. És l'estadi nacional de Samoa i on juga la selecció de futbol de Samoa. La capacitat de l'estadi és d'uns 3.500. També tenen lloc esdeveniments atlètics. El 2007 hi van tenir lloc els Jocs del Pacífic Sud.